# Someone to Call My Lover
A Someone to Call My Lover Janet Jackson amerikai énekesnő kislemeze All for You című albumáról. 2001-ben jelent meg.

## Felvételek
A dal részletet használ fel az America 1972-es Ventura Highway című slágeréből és Erik Satie Gymnopédie No. 1 című szerzeményéből, 3/4-es helyett 4/4-es tempóban. Jackson már évek óta kereste ez utóbbi szerzeményt, mert emlékezett rá, hogy hallotta egy reklámban. Körülbelül hét évvel később hallotta egy boltban, ahol odaadták neki a CD-t, amin szerepelt a dal, Jimmy Jam pedig Janet kérésére megírta belőle a Someone to Call My Lovert.
A dal arról szól, hogy Janet új kapcsolatot keres, miután előző kapcsolata véget ért (ebben az időben vált el férjétől, René Elizondótól).

## Fogadtatása
A dal a 3. helyig jutott az Egyesült Államokban a Billboard Hot 100-on. A rádióváltozatot egyidőben adták ki a So So Def Remix változattal, mely Jackson első együttműködése volt későbbi partnerével, Jermaine Duprival.
A dalt Grammy-díjra jelölték 2002-ben, de a díjat Nelly Furtado I’m Like a Bird című száma nyerte el.

## Videóklip és remixek
A dal videóklipjét Francis Lawrence rendezte. A klip elején Janet az autójában ülve énekel, miközben egy rejtélyes idegen sétál az úton. A második versszaknál Janet egy mezőn énekel, majd egy bárba megy, ahol emberek táncolnak és kártyáznak. A remixhez készült videóklip hasonló, de Jermaine Dupri is szerepel benne.

### Hivatalos remixek
- Hex Hector/Mac Quayle Club Mix (7:48)
- Hex Hector/Mac Quayle Vocal Mix (7:48)
- Hex Hector/Mac Quayle Radio Mix (3:49)
- Hex Hector/Mac Quayle Radio A cappella (3:49)
- Hex Hector/Mac Quayle Dub Mix (6:02)
- Hex Hector/Mac Quayle Progressive Vocal Mix (9:54)
- Hex Hector/Mac Quayle Progressive Bonus Beats (3:46)
- Jam & Lewis Velvet Mix (4:46)
- Jam & Lewis Total 80’s Remix (5:08)
- So So Def Remix feat. Jermaine Dupri (4:40)

## Változatok
CD maxi kislemez
1. Someone to Call My Lover (Single Edit)
2. Someone to Call My Lover (Hex Hector/Mac Quayle Radio Mix)
3. Someone to Call My Lover (So So Def Remix)
4. Someone to Call My Lover (Velvet Mix)
5. Someone to Call My Lover (Hex Hector/Mac Quayle Club Mix)

CD maxi kislemez
1. Someone to Call My Lover (Single Edit)
2. Someone to Call My Lover (Hex Hector/Mac Quayle Club Mix)
3. Someone to Call My Lover (So So Def Remix)

## Helyezések
| Slágerlista (2001)                  | Legmagasabb helyezés |
| ----------------------------------- | -------------------- |
| USA Billboard Hot 100               | 3                    |
| USA Billboard Hot R&B/Hip-Hop Songs | 11                   |
| USA Billboard Hot Dance Club Play   | 1                    |
| USA Billboard Adult Contemporary    | 29                   |
| USA Billboard Adult Top 40          | 26                   |
| USA Billboard ARC Weekly Top 40     | 1                    |
| USA Billboard Rhythmic Top 40       | 12                   |
| USA Billboard Top 40 Mainstream     | 3                    |
| USA Billboard Top 40 Tracks         | 4                    |
| Ausztrál ARIA kislemezlista         | 10                   |
| Ausztrál ARIA Club Play Chart       | 6                    |
| Ausztrál ARIA Urban Chart           | 26                   |
| Belga kislemezlista                 | 32                   |
| Brazil Hot 100 kislemez             | 68                   |
| Brit kislemezlista                  | 11                   |
| Brit Urban Singles Chart            | 4                    |
| Dél-afrikai eladási lista           | 2                    |
| Francia kislemezlista               | 58                   |
| Holland Top 40                      | 28                   |
| Hongkongi kislemezlista             | 5                    |
| Ír kislemezlista                    | 23                   |
| Japán J-Wave Tokio Hot 100          | 1                    |
| Kanadai kislemezlista               | 9                    |
| Lett kislemezlista                  | 1                    |
| Német kislemezlista                 | 65                   |
| Olasz kislemezlista                 | 37                   |
| Osztrák kislemezlista               | 11                   |
| Svájci kislemezlista                | 42                   |
| Svéd kislemezlista                  | 49                   |
| Új-zélandi RIANZ kislemezlista      | 18                   |
| Nemzetközi egyesített slágerlista   | 1                    |